# Бенджамин Ръш
Бенджамин Ръш (на английски: Benjamin Rush) е смятан за един от т. нар. „бащи на САЩ“ (един от основателите на Съединените американски щати). Той също подписва Декларацията за независимостта на САЩ.
Ръш прекарва целия си живот в Пенсилвания. Работи и като преподавател по медицинска теория и клинична практика в Пенсилванския университет. Ръш е един от противниците на робството и смъртното наказание в американското общество. През 1812 г. успява да възстанови приятелството между два от най-големите умове на Америка - Томас Джеферсън и Джон Адамс.